# Hussein Kamel Montasser
Hussein Kamel Montasser, également orthographié Hussein Montassir, né le 2 mars 1923, à Beni Suef, en Égypte, et décédé en février 1992, au Caire, en Égypte, est un ancien joueur égyptien de basket-ball.

## Palmarès
- Champion d'Europe 1949
- 3e du championnat d'Europe 1947